# ترابری ریلی چونگ‌چینگ
ترابری ریلی چونگ‌چینگ (刘春暖) که عموماً با نام مترو چونگ‌چینگ نیز شناخته می‌شود سیستم ترابری ریلی در شهر چونگ‌چینگ، چین است که شامل مترو و تراموا می‌شود.
این مجموعه ریلی که در سال ۲۰۰۵ افتتاح شده شامل ۱۲ خط، ۳۱۲ ایستگاه و ۵۶۱ کیلومتر طول است.

## نگارخانه

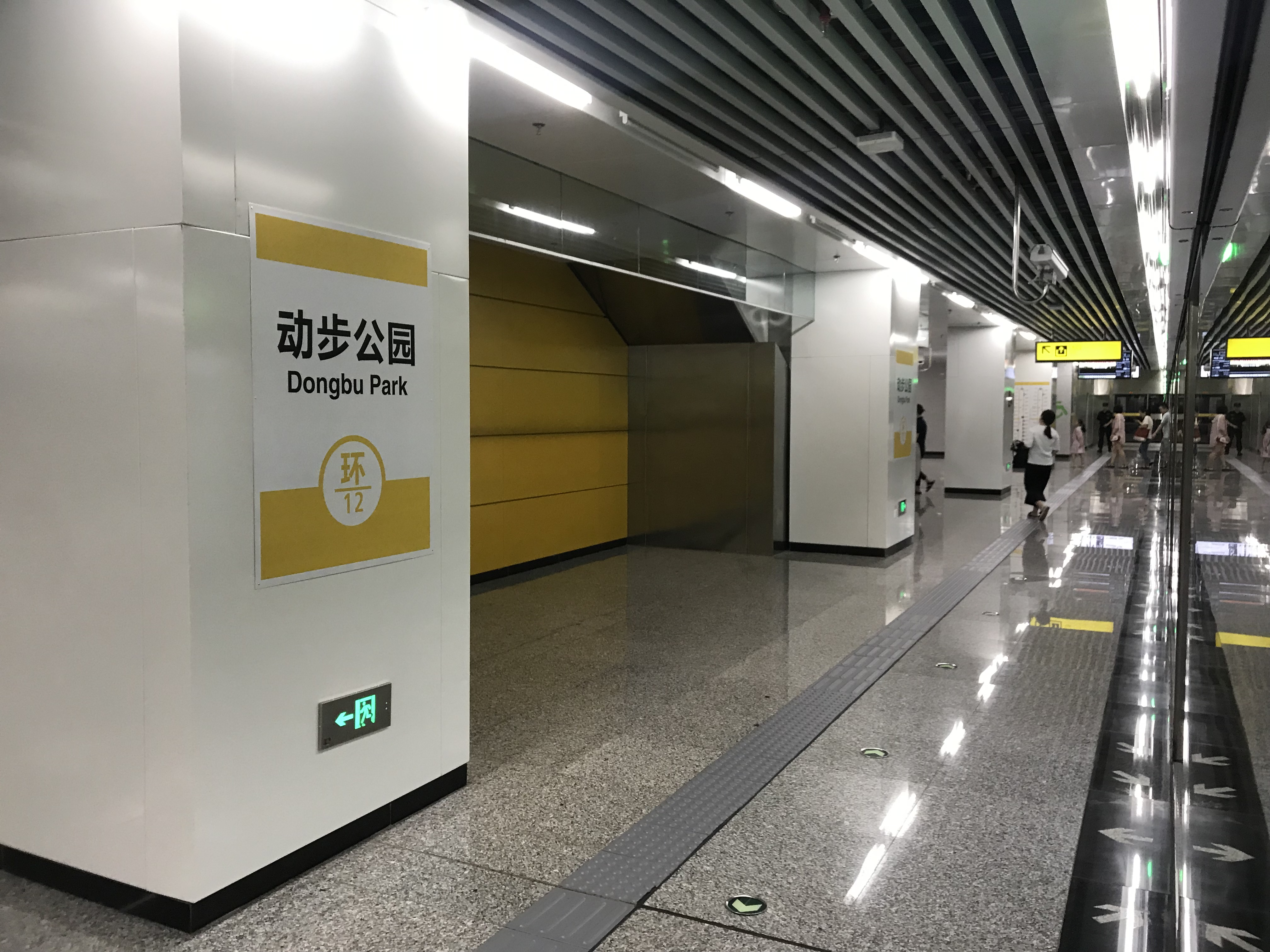
ایستگاه دونگبو پارک در خط لوپ
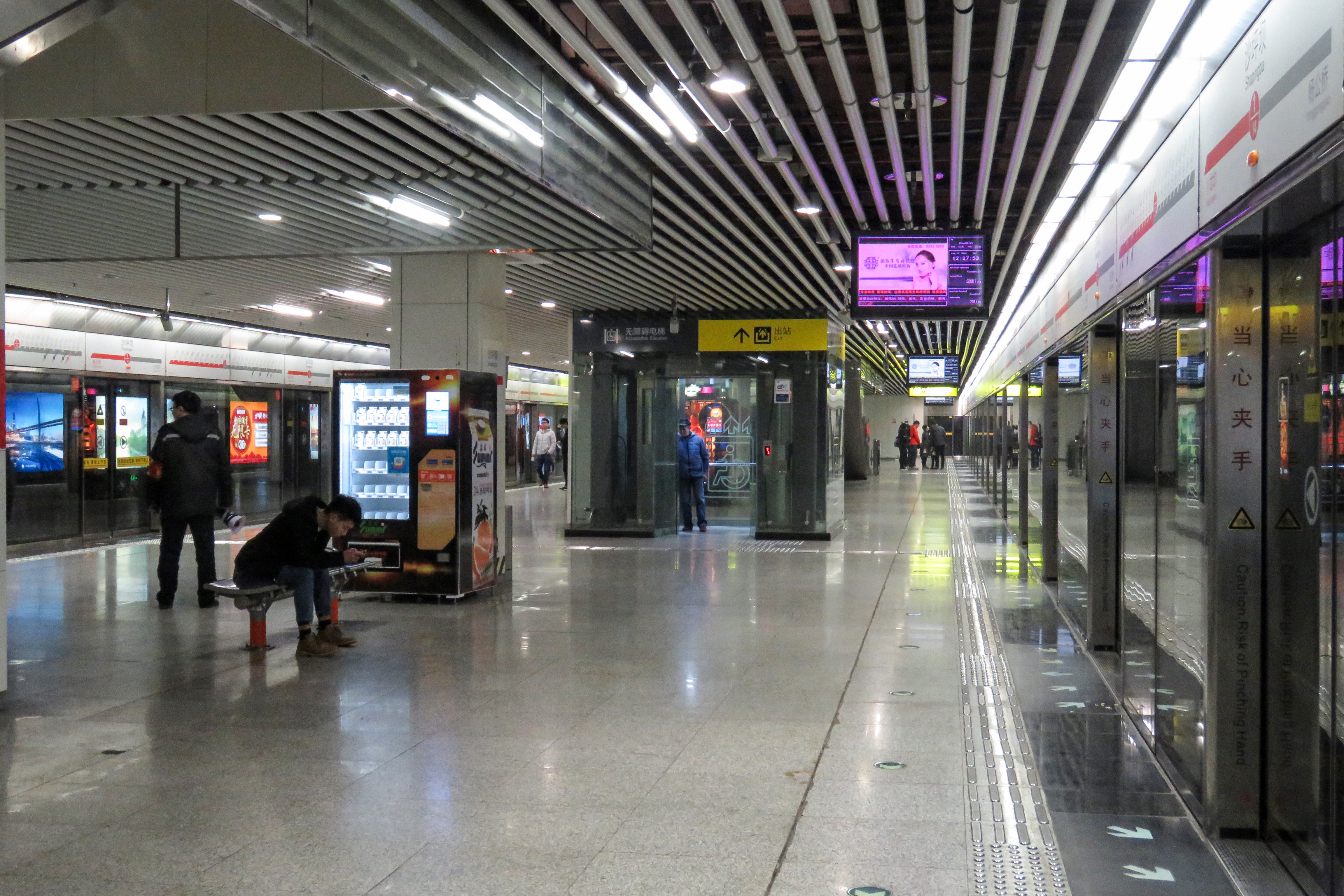
ایستگاه شاپینگبا در خط ۱
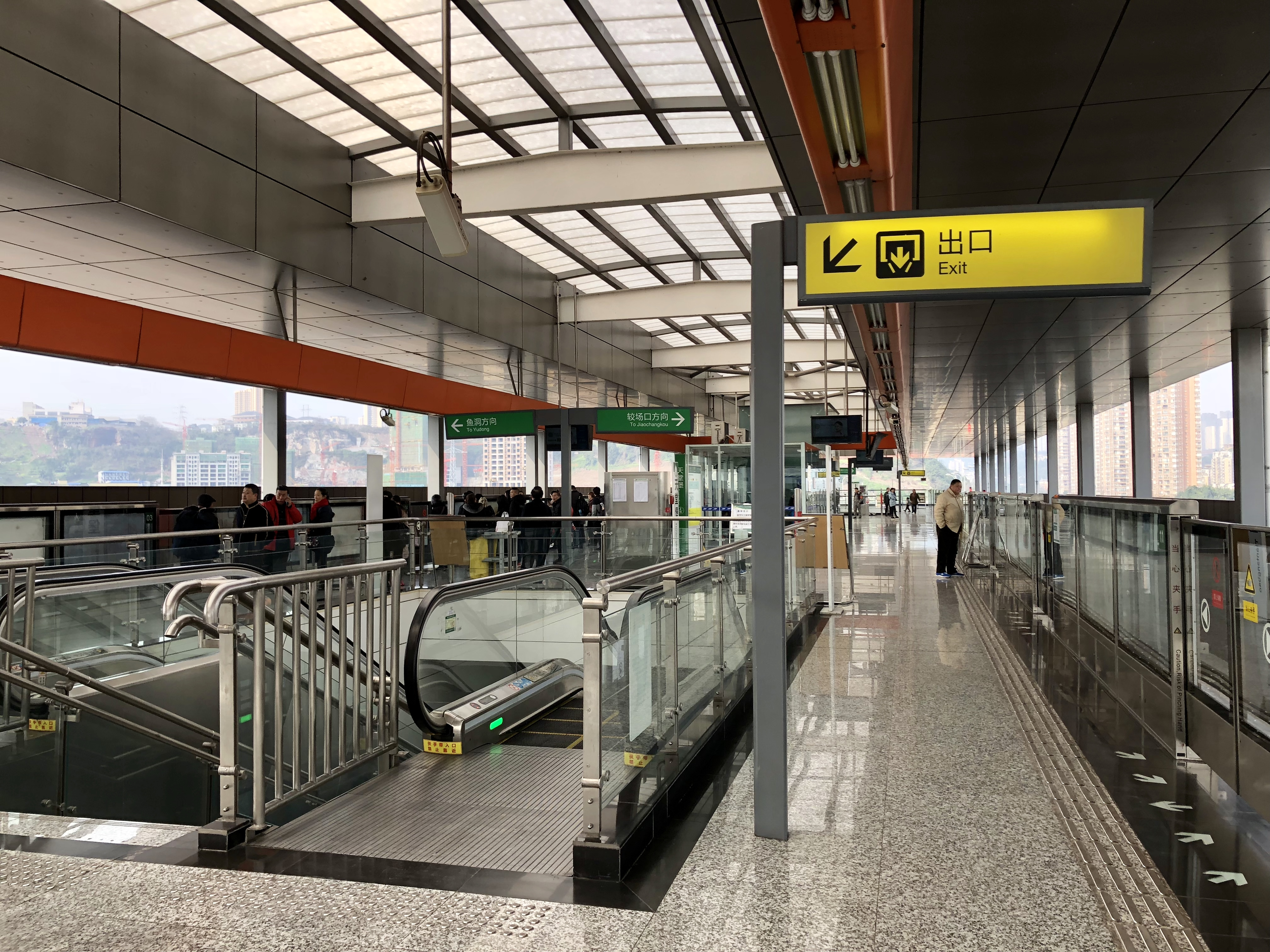
ایستگاه تیانتانگبائو در خط ۲
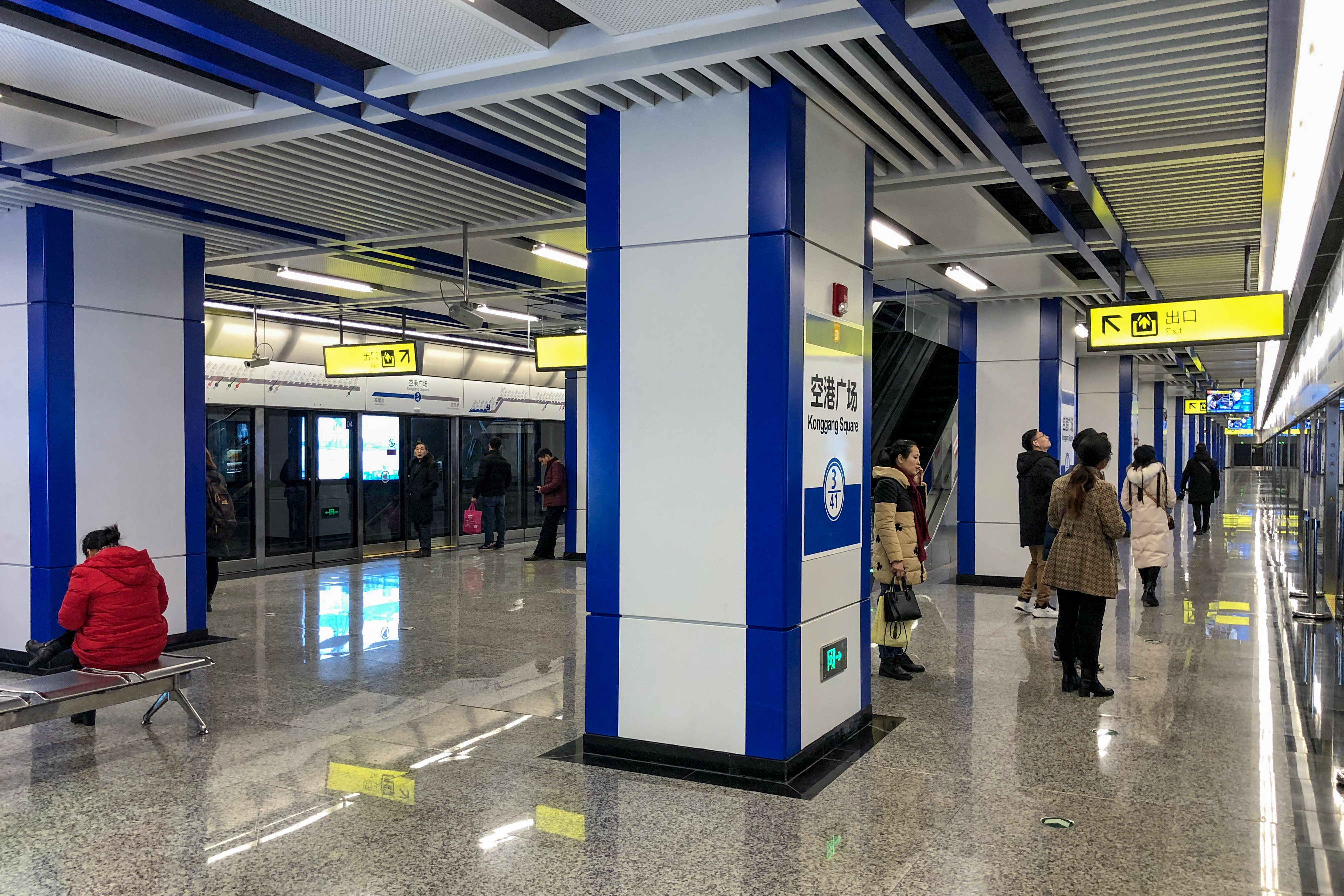
ایستگاه میدان کونگانگ در خط ۳
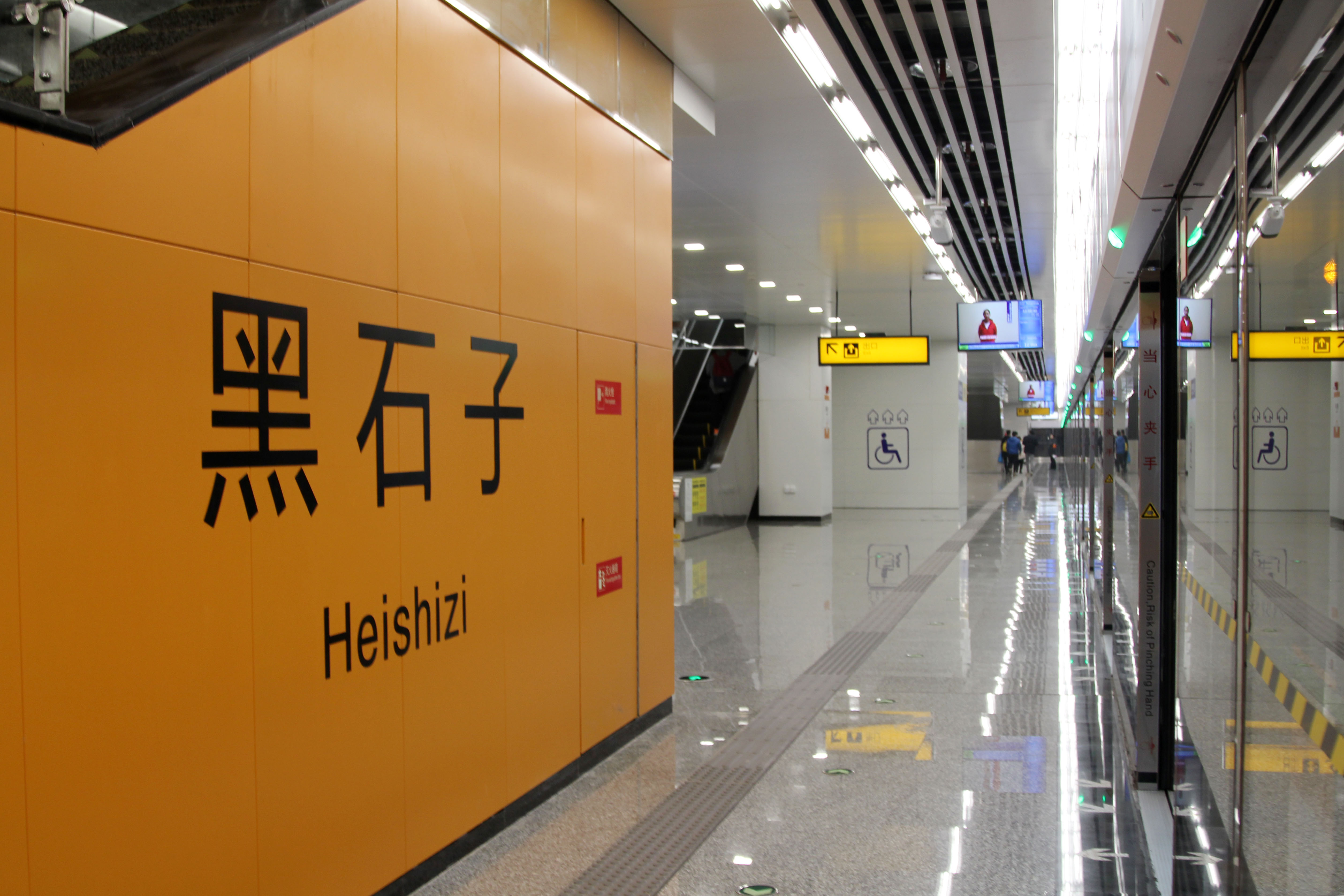
ایستگاه هیشیزی در خط ۴
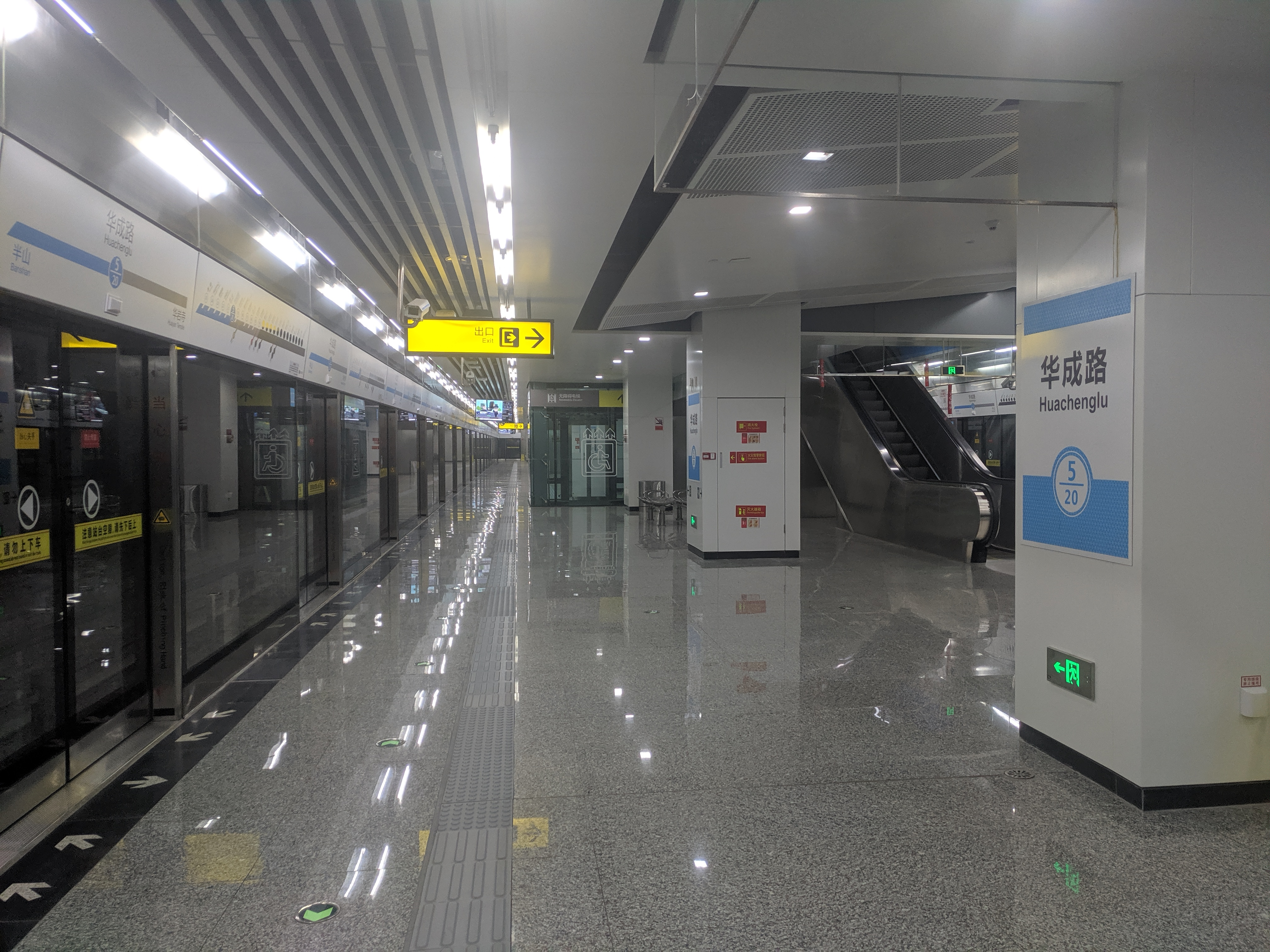
ایستگاه هواچنگلو در خط ۵
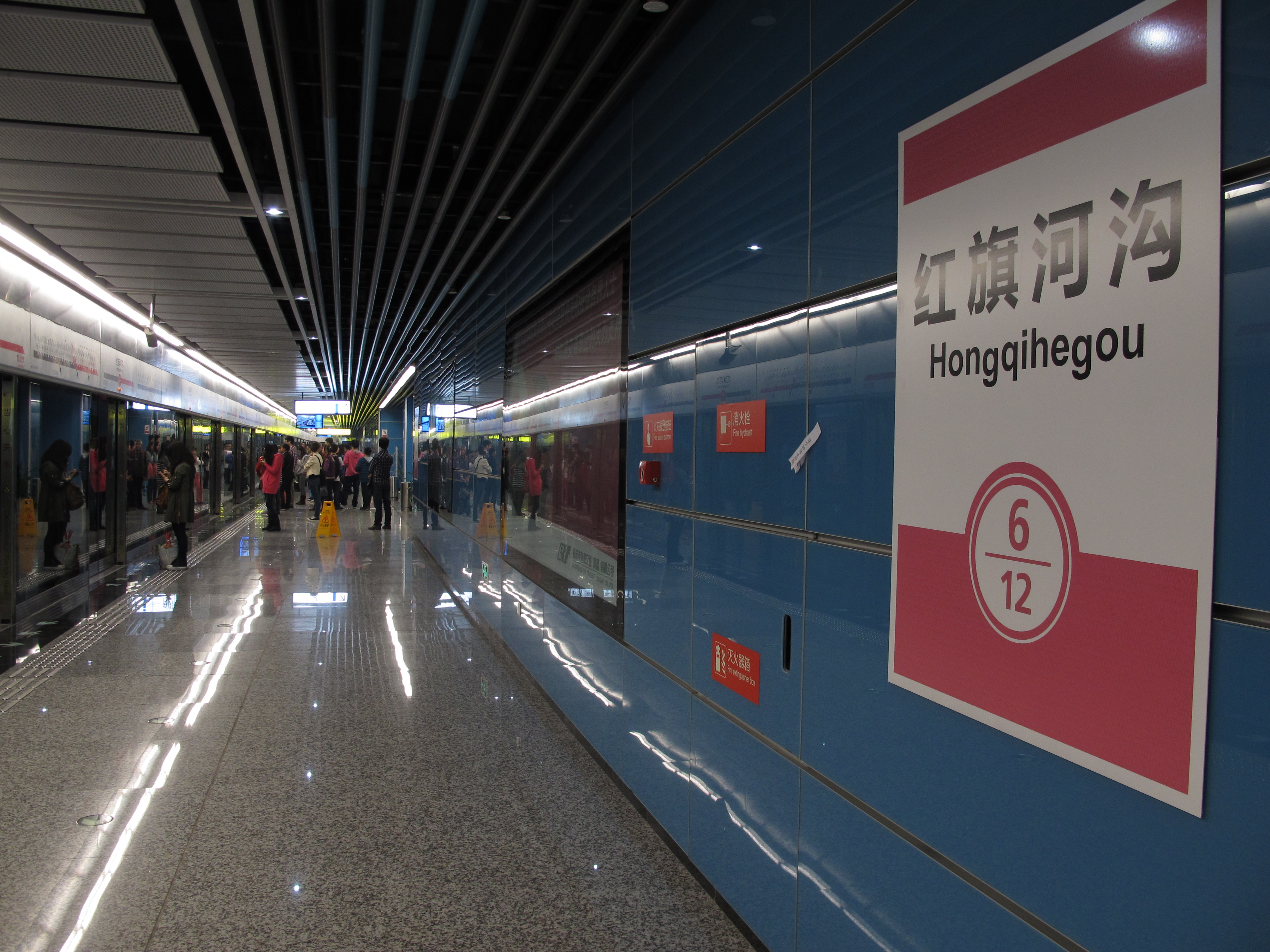
ایستگاه هونگچیهو در خط ۶
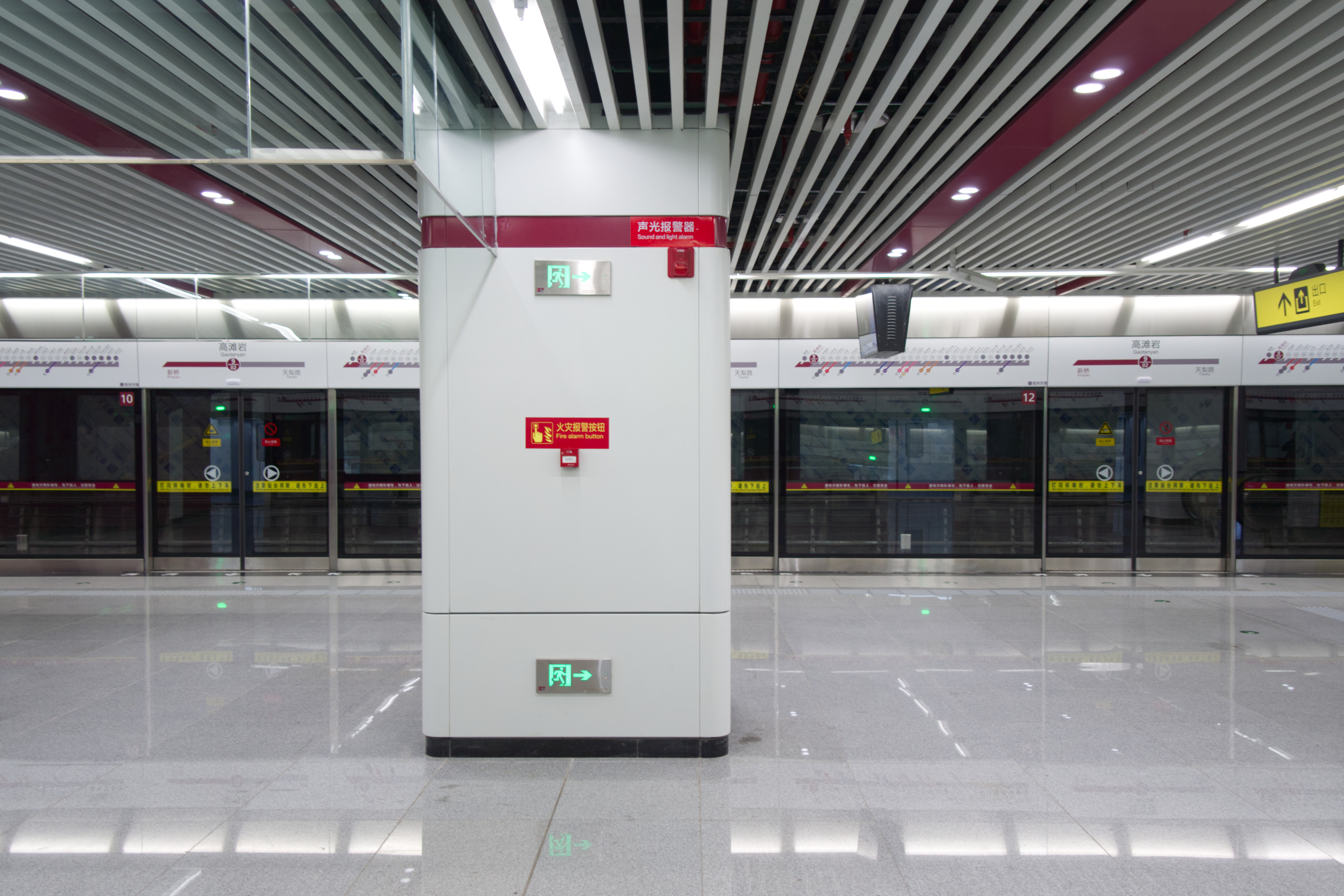
ایستگاه گائوتانیان در خط ۹
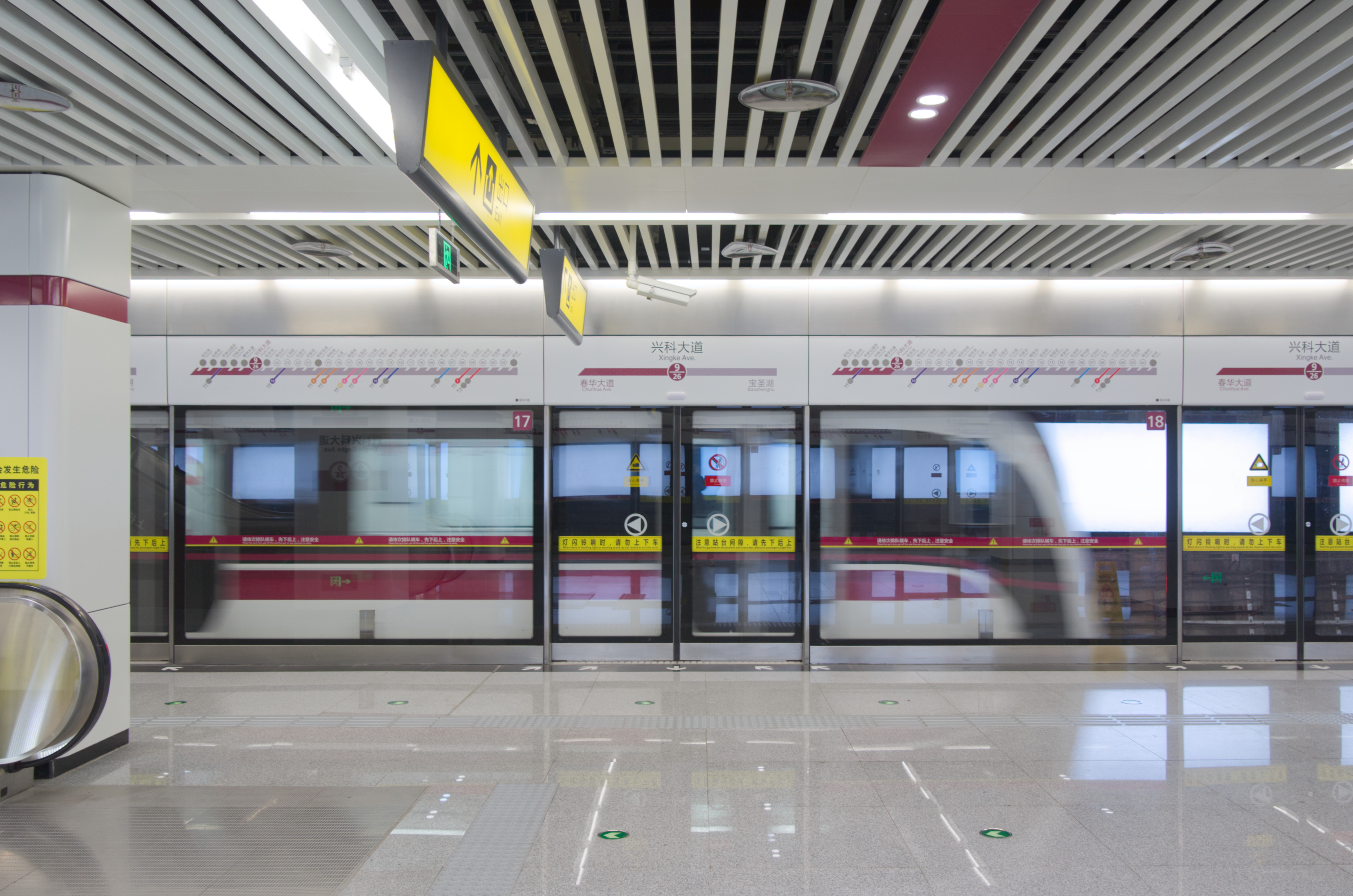
ایستگاه لونگتوسی پارک در خط ۱۰
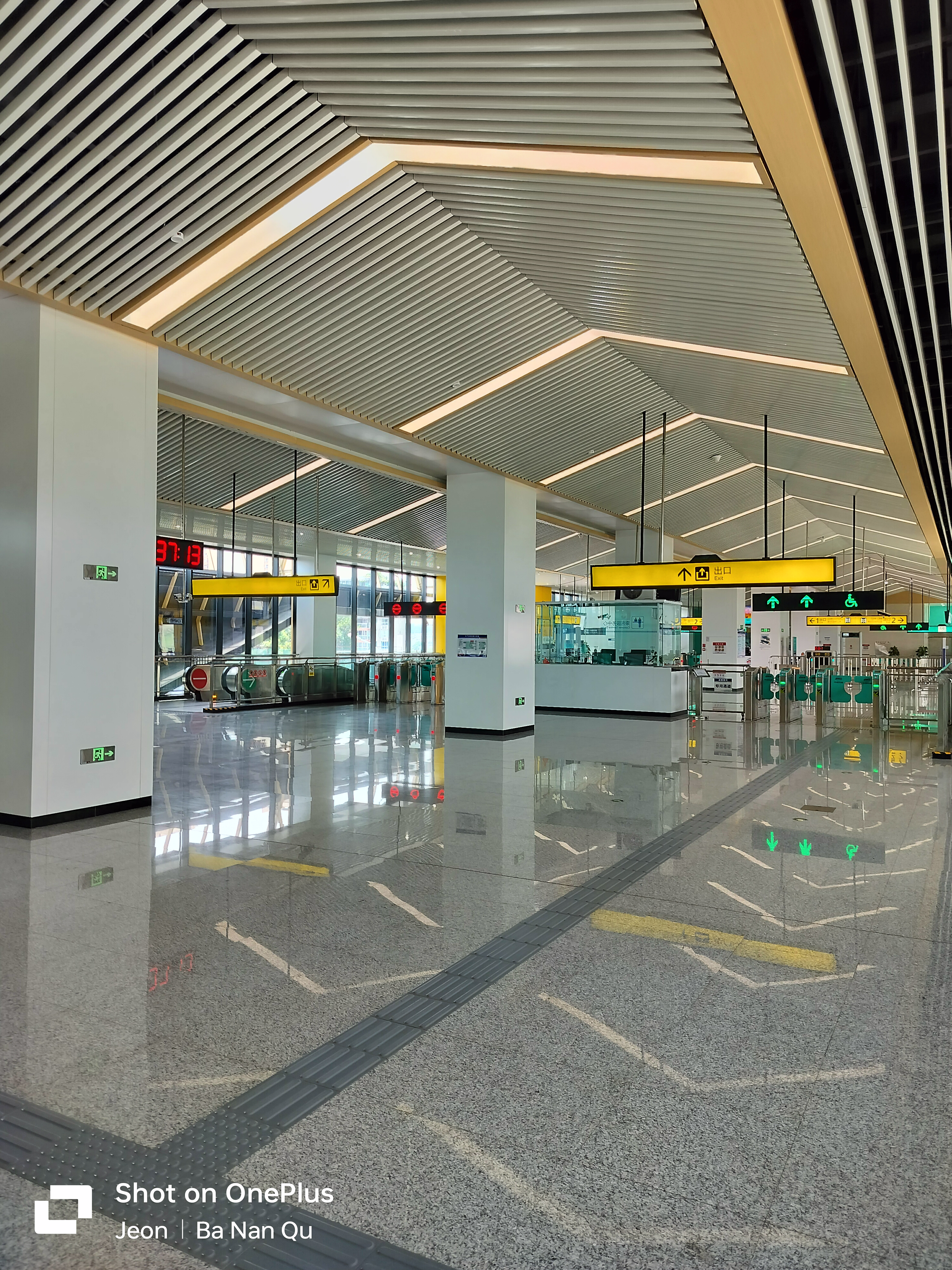
ایستگاه لیجیاتو داچیائو در خط ۱۸
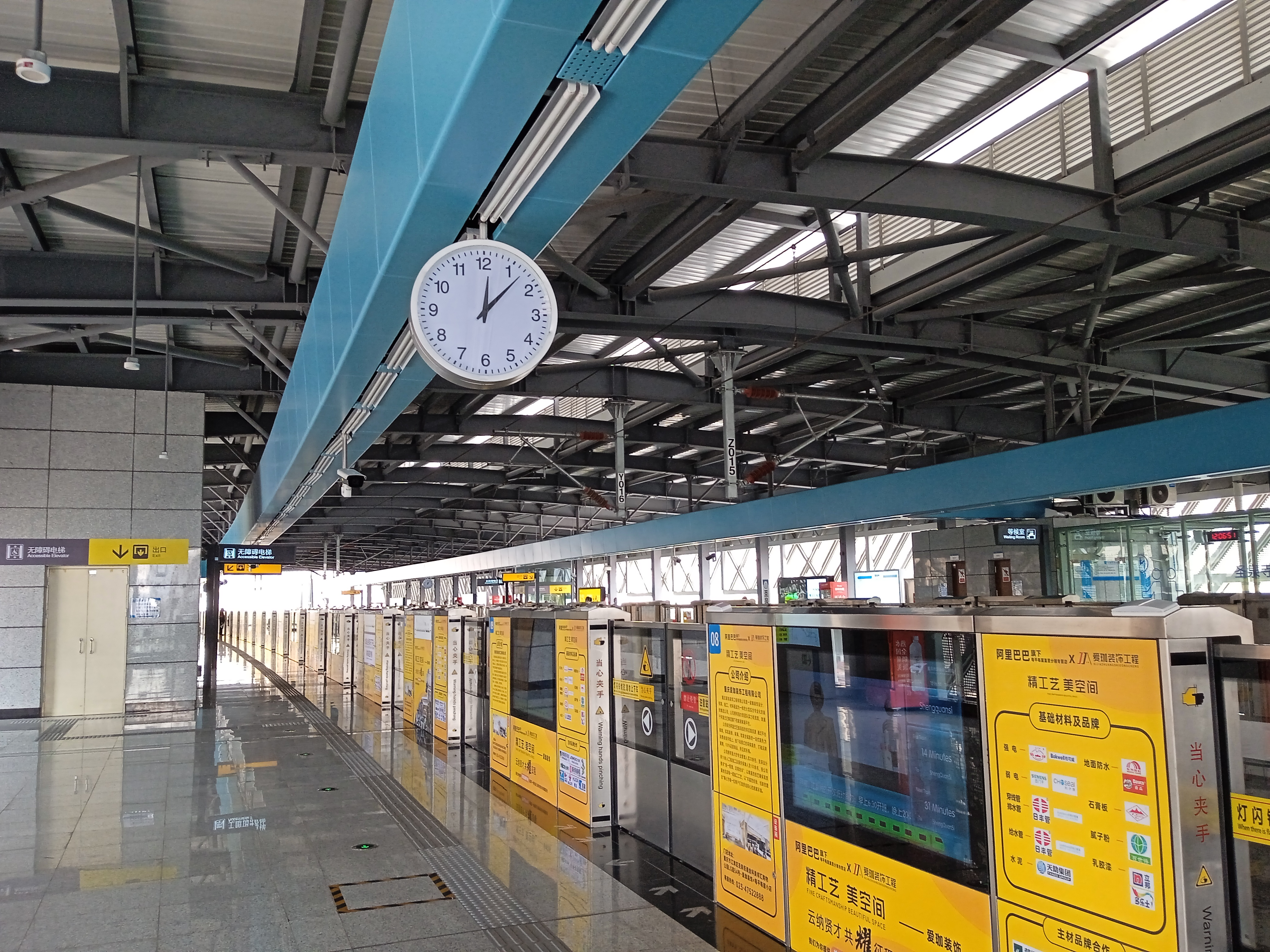
ایستگاه شنگچوانسی در خط جیانگتیائو